# Trio Madrigal
O Trio Madrigal foi um conjunto vocal feminino brasileiro de proeminência nos anos 40 e 50. Era conhecido pela competência em interpretar arranjos difíceis e sugestivos.

## História
O grupo foi formado pelo maestro Alfredo Bocchino na Rádio Mayrink Veiga, em 1946, e era composto das cantoras Edda Cardoso (*Rio de Janeiro, RJ, 1925 - 2013), Magda Marialba (*Rio de Janeiro, RJ, 1921), ex-integrante do coro clássico do Cassino da Urca, e Margarida Oliveira, irmã de Dalva de Oliveira, que, após seis meses, se desligou para se casar. Foi substituída pela pernambucana Lolita Koch Freire (1915 - 2002), cantora de música sacra e de câmara.
Em 1949, o trio foi contratado pela Rádio Nacional para substituir as Três Marias, que tinham se transferido para a Rádio Tupi. Dois anos depois, elas gravaram o primeiro disco na Continental, junto de Ivon Cury, cantando a valsa “Mademoiselle Hortensia” (Jacques Plante e Louiguy). Em 1951, obtiveram sucesso com o baião “Chuva miudinha” (Fernando Lobo e Manezinho Araújo).
Elas se apresentavam em todos os programas da Rádio Nacional, sozinhas ou junto de outros artistas, especialmente o Trio Melodia, com o qual gravaram 38 músicas. Os dois trios reunidos gravaram seleções de grande sucesso pela Continental nesse ano: “Cantigas de roda”, “Cantigas de São-João” (com músicas de Alberto Ribeiro, Assis Valente, Benedito Lacerda, João de Barro, Lamartine Babo e Oswaldo Santiago) e “Cantigas de Natal” (com arranjos de Paulo Tapajós e Radamés Gnattali). “Cantigas de roda” recebeu o prêmio de honra da Associação Brasileira de Discos.
O trio obteve o mesmo prêmio no ano seguinte com o fox “Bom dia, Mister Eco” (Lourival Faissal, Bill e Belinda Pittman), cuja gravação exigiu muitos ensaios e a criatividade do técnico Norival Reis, que idealizou uma câmara de eco.
Participaram de um dos três discos de Aracy de Almeida com a obra de Noel Rosa que revitalizaram sua memória. E também da dublagem de “Alice no País das Maravilhas”, junto de Sarah Nobre, Almirante, Wellington Botelho, José Vasconcelos, Germano Mattinhos, Hamilton Ferreira, Túlio Berti, Apolo Correia, Orlando Drummond e Otávio França, cantando músicas com versões de João de Barro e Vinicius de Moraes.
Em 1953, Magda Marialba foi substituída por Yeda Tavares Gomes da Silva (*Niterói, RJ, 1929), soprano, que cantaria óperas e daria recitais posteriormente.
Também fez parte do Trio Madrigal a cantora Regina Célia Bruno de Lima, dona de uma poderosa voz, mas que como outras do grupo, abandonou a carreira para se casar. Continuou participando do coral da Professora Maria Eunice, em Niterói se apresentando em eventos religiosos e outros. Aos 79 anos, quando faleceu, ainda preservava uma voz afinada e melodiosa, mesmo depois de tanto tempo afastada do estudo musical.
O grupo teve dez anos de carreira, gravando 31 discos com 53 músicas, a maioria na Continental, embora também tenham gravado pela Todamérica. Além do Trio Melodia, gravaram também com Ivon Cury, Aracy de Almeida, Jorge Goulart, Luis Bandeira, Almirante, Jorge Gonçalves e Newton Teixeira. Apareceram nos filmes “Milagre de amor”, em 1951, e “Tira a mão daí”, em 1956. Nesse ano, o grupo se dissolveu.
Lolita Koch Freire faleceu em 28 de setembro de 2005, aos 85 anos, assassinada num assalto em São Gonçalo, RJ, onde morava. Abordada por dois assaltantes, ela os confundiu com pedintes e lhes deu dois reis, sendo por isso fuzilada por eles.